# LS (철도 신호)

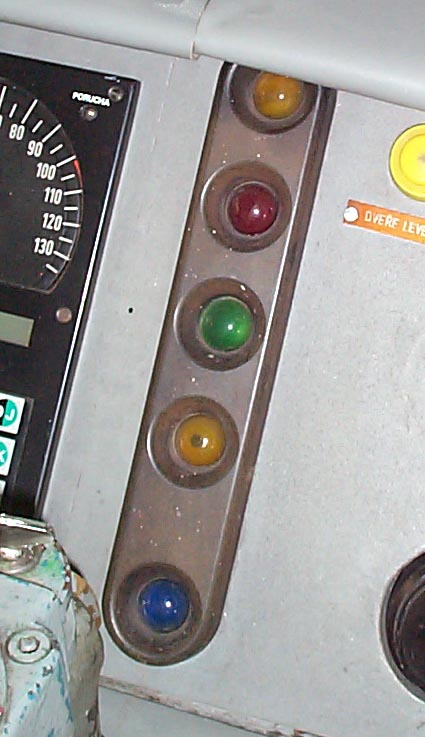
운전석에서 볼 수 있는 LS 차상 신호기.

LS는 체코 및 슬로바키아에서 사용하는 철도 신호 시스템이다. 선로 허용 속도가 100km/h를 넘는 모든 구간에 설치되어 있다. 기관사 상태와 연동해서 동작한다는 특징이 있다.

## 역사
1960년대부터 체코슬로바키아의 철도 구간이 전철화되면서 보안 장치가 설치되기 시작하였다. 이 때부터 신호 시스템이 연구되기 시작하였고, 시간이 지나면서 개량된 버전 LS II, III, IV가 나왔다. 1980년대에 현대적인 기술에 맞게 LS를 개량하는 사업을 진행하였고, 1990년대 초반에 현재 사용하는 LS 90이 등장하였다.

## 작동 원리
궤도 회로를 통해서 50Hz(과거), 75Hz로 진폭 변조된 속도 코드를 보낸다. 차상자는 철도 차량의 첫 번째 차축 아래에 설치되어 있고, 이를 통해서 유도 전류 형태의 신호를 모은다. LS 차상자에서 표시하는 신호는 다음과 같다.
- 정지
- 속도 제한
- 경계
- 진행

## 사용
LS가 장착되어 있는 기관차를 운행하기 전에 반드시 LS를 활성화시켜야 한다. LS 신호가 설치되어 있지 않은 구간에서는 주기적으로 기관사 확인 단추를 눌러 주어야 한다. LS 신호가 설치된 구간에서는 정지나 속도 제한 상태에서만 눌러 주면 된다. 기관사 확인을 제 때 하지 못하면 경적이 울리고, 경적이 울려도 하지 못하면 제동이 체결된다.

## 도입 효과
LS 신호 도입 이후 철도의 안전성은 많이 개선되었다. 특징적인 기관사 상태와의 연동은 양날의 칼이었다. 기관사 상태를 주기적으로 검사해도 열차 운행에 효과를 주지 않았기 때문이다. 점조사식 신호를 보내는 것도 연구되었으나, ETCS 도입으로 중단되었다.
슬로바키아에서는 LS의 속도 코드를 사용하지만 1000m 폐색 단위로 제동 곡선을 그리는 MIREL 시스템을 개발하였다.